# Keep the Home Fires Burning (chanson de 1914)
Keep the Home Fires Burning est une chanson patriotique britannique de la Première Guerre mondiale composée en 1914 par Ivor Novello avec des paroles de Lena Guilbert Ford (dont le deuxième prénom était parfois imprimé comme "Gilbert")
La chanson a été publiée pour la première fois sous le titre "'Till the Boys Come Home" le 8 octobre 1914 par Ascherberg, Hopwood and Crew Ltd à Londres. Une nouvelle édition a été imprimée en 1915 sous le nom Keep the Home Fires Burning . La chanson est devenue très populaire au Royaume-Uni pendant la guerre, avec It's a Long Way to Tipperary.
James F. Harrison enregistra Keep the Home-Fires Burning en 1915, tout comme Stanley Kirkby en 1916. Un autre enregistrement populaire fut chanté par le ténor John McCormack en 1917, qui fut également le premier à enregistrer It's a Long Way to Tipperary en 1914. 
(L'ouverture de la mélodie ressemble à celle de Gustav Holst dans le film Christmas Carol In the Bleak Midwinter.)

## Parole
They were summoned from the hillside,
They were called in from the glen,
And the country found them ready
At the stirring call for men
Let no tears add to their hardships
As the soldiers pass along,
And although your heart is breaking,
Make it sing this cheery song:
Refrain
Keep the Home Fires Burning,
While your hearts are yearning.
Though your lads are far away
They dream of home.
There's a silver lining
Through the dark clouds shining,
Turn the dark cloud inside out
Till the boys come home.
Overseas there came a pleading,
"Help a nation in distress."
And we gave our glorious laddies—
Honour made us do no less, [or Honour bade us do no less]
For no gallant son of Freedom [or For no gallant Son of Britain]
To a tyrant's yoke should bend, [or To a foreign yoke shall bend]
And a noble heart must answer [or And no Englishman is silent]
To the sacred call of "Friend".
Refrain

## Sources
- (en) Cet article est partiellement ou en totalité issu de l’article de Wikipédia en anglais intitulé « Keep the Home Fires Burning (1914 song) » (voir la liste des auteurs).